# Mike Russell
Mike Russell (* 3. Juni 1969 in Middlesbrough) ist ein englischer English-Billiards-Spieler und -Trainer. Er gewann zwölf Mal die professionelle English-Billiards-Weltmeisterschaft sowie sechs Mal das Amateur-Pendant. Er gilt als einer der besten English-Billiards-Spieler der Nachkriegszeit.

## Karriere
Russell begann 1981 in einer lokalen Liga in Teesside mit dem English Billiards. Geprägt wurde sein Spiel von seinem damaligen Trainer Jack Karnehm. Zusätzlich spielte er bereits als Jugendlicher gegen Mark Wildman, was ihm ebenfalls zugutekam. Nachdem Russell 1986 Finalist der englischen Meisterschaft gewesen war, dafür aber mehrere Junioren-Meisterschaften gewonnen hatte, wurde er im Alter von 17 Jahren Profispieler. Zur selben Zeit feierte er bereits Siege über Bob Close und Norman Dagley. Im Alter von 18 Jahren gewann er als jüngster Spieler überhaupt sein erstes English-Billiards-Turnier mit Einfluss auf die Weltrangliste. Bereits 1989 gewann er ebenfalls als jüngster Spieler der Geschichte zudem die professionelle English-Billiards-Weltmeisterschaft. In den 1990er-Jahren stand er bei dieser fast jährlich im Endspiel, drei Mal konnte er auch gewinnen.
Auch über die Weltmeisterschaften hinaus war Russell erfolgreich. So gewann er mehr als ein dutzend anderer wichtiger Turniere. Seine Ergebnisse langten mehrfach für die Führung der Weltrangliste, unter anderem in den Saisons 1997/98, 1998/99, 1999/2000 und 2000/01. Im Jahr 2000 wurde er auch zum Player of the Year ernannt. Anfang des 21. Jahrhunderts war der English-Billiards-Sport an einem neuen Tiefpunkt angelangt, sodass der Profizirkus größtenteils nur noch auf die Weltmeisterschaft beschränkt war. Alle Spieler wie auch Russell mussten sich andere Jobs suchen. So arbeitete er 2002 als Billardtrainer in Thailand, wobei er mehreren Thailändern zu Goldmedaillen bei den Asienspielen 2002 verhalf. 2003 arbeitete er für einige Zeit als Coach in und für Saudi-Arabien. Danach nahm er in England einen Job als Bote an. Auf den Profizirkus kehrte er nur noch zur Weltmeisterschaft zurück. Bei dieser folgten in den 2000ern fünf weitere Titel, nebst drei Vize-Weltmeister-Titeln und einem Gewinn der Amateurweltmeisterschaft. Doch insgesamt nahm Russell so unregelmäßig an Turnieren teil, dass er in der Saison 2010/11 gar nicht mal mehr auf der Weltrangliste geführt wurde. Um 2010 arbeitete er hauptberuflich als Billardtrainer in Katar, wo er auch seinen Lebensmittelpunkt hatte. In dieser Zeit trat er auch für Katar an.
Danach absolvierte er aber ein Comeback: er nahm wieder intensiver am Profizirkus teil, der zudem wieder aufblühte. Zusätzlich begann er, wieder für England anzutreten. Ab 2010 konnte er zwei weitere Male die Profi-WM gewinnen und vier weitere Male die Amateur-WM. Auch bei anderen Turnieren mit Einfluss auf die Weltrangliste konnte er bis 2013 mehrere Erfolge feiern. So wurde er bereits 2011/12 in den Top 10 der Weltrangliste geführt, ehe er in der Saison 2012/13 sogar noch einmal Weltranglistenführender war. In den Jahren danach war Russell kontinuierlich in der Weltspitze aktiv. Zwischen 2015 und 2017 folgte eine ganze Salve von Turniergewinnen seitens Russell, darunter auch erneut die Profi-WM, sein insgesamt zwölfter Titel. Erst ab 2017 wurden die Erfolge weniger, als Russell eine Pause vom English Billiards nahm. Bei seiner Rückkehr konnte er aber direkt den Americas Cup gewinnen. Nichtsdestotrotz sah man seine Erfolge auch auf der Weltrangliste, auf der er in den 2010ern ab 2013 stets in den Top 10 geführt wurde, lange Zeit sogar in den Top 5.
In dieser Zeit fiel er aber mehrfach durch unangebrachtes Verhalten negativ auf. So wurde er aus diesem Grund für die professionelle Weltmeisterschaft 2013 disqualifiziert.  Das ursächliche Verhalten führte später noch zu einer einjährigen Sperre, von der aber 9 Monate zu Bewährung ausgesetzt wurden. Doch Russell hörte insgesamt nicht mit dem anstößlichen Verhalten auf. Nach mehrfacher Warnung sperrte ihn der Weltverband Anfang 2020 lebenslänglich beziehungsweise zumindest solange, bis eine Entschuldigung und eine Verpflichtung, auf anstößiges Verhalten zukünftig zu verzichten, von Russell kam. Im Februar 2020 erfolgte diese, weshalb die Sperre aufgehoben wurde. Da Russell nach nur drei Tagen rückfällig wurde, wurde die Sperre nach nur kurzer Zeit doch wieder eingesetzt. Später gab der Verband bekannt, den Fall Russell im Februar 2021 noch einmal prüfen zu wollen. Im Juni 2022 entschuldigte sich Russell schriftlich bei World Billiards für sein Verhalten, woraufhin der Weltverband seine Sperre aufhob.

## Spielweise
Russell gilt als einer der besten Spieler der Nachkriegszeit. Er ist bekannt für sein Geschick bei Ballkontakten und beim Spiel mit der Weißen im oberen Bereich des Tisches, beziehungsweise seine Spielballkontrolle im Generellen. Er gehört zu den Spielern mit den meisten Century Breaks. Ebenso ist er sehr nervenstark. Unter Druck spielt er ohne viel Nachdenken. Lange Zeit gab es Zweifel ob der Tauglichkeit von Russell im Zeit-Format, nach seinem Sieg in diesem Format bei der IBSF World Billiards Championship 2010 verstummten diese aber.